# Pauló Lenke
Pauló Lenke (Budapest, 1952–) építész.

## Életpályája
1977-ben szerezte meg a diplomáját az Iparművészeti Főiskola építész szakán.
Tervezési területe főként középületek, irodaházak, oktatási létesítmények és üdülők reprezentatív belső térformálása és berendezése. Foglalkozott még irodák, kórházak, iskolák információs rendszerének grafikai megtervezésével és kivitelezésével is. Több belsőépítészeti kiállításon vett részt.

## Díjai
- a Művelődési Minisztérium Nívódíja (1983) az egri oktatási épület belsőépítészeti tervezéséért.

## Főbb művei
- Római fürdő, Budapest: társalgó és étterem (építész: Fülöp Annamária) 1984
- Külkereskedelmi Vállalat, Budapest: büfé és étterem, paravánrészlet (építész: H. Tóth Judit)